# Glenn Hoddle
Glenn Hoddle (* 27. října 1957 v Hayes) je bývalý anglický fotbalista a fotbalový manažer. Největší část své aktivní fotbalové kariéry strávil v Tottenhamu Hotspur, se kterým vyhrál v roce 1984 Pohár UEFA a dvakrát FA Cup. V roce 1987 přestoupil do AS Monaca, se kterým v první sezoně vyhrál Division 1. Zpět na Britské ostrovy zamířil v roce 1991, kdy se stal hrajícím manažererm Swindon Townu. V roce 1993 přestoupil do Chelsea, kde se ujal stejné role jako v předchozím působišti. Coby hrající manažer odehrál za Chelsea 31 utkání a v roce 1994 se dostal se svým týmem do finále FA Cupu, kde však podlehli vysoko 0-4 Manchesteru United.
Po ukončení své fotbalové kariéry se stal trenérem Anglie, kterou vedl na mistrovství světa 1998 ve Francii. Anglie byla vyřazena v osmifinále Argentinou. Po ukončení svého angažmá v roce 1999 působil v týmech Southamptonu, Tottenhamu a Wolverhamptonu.

## Ocenění

### Klubové
Tottenham Hotspur
- Pohár UEFA: 1984
- FA Cup: 1981, 1982
- Community Shield: 1981

AS Monaco
- Division 1: 1987/88
- Francouzský pohár: 1991